# Hotliner
 (avril 2021).
Si vous disposez d'ouvrages ou d'articles de référence ou si vous connaissez des sites web de qualité traitant du thème abordé ici, merci de compléter l'article en donnant les références utiles à sa vérifiabilité et en les liant à la section « Notes et références ».
Dans les avions radiocommandés, un hotliner est un planeur rapide avec un moteur électrique. La gamme de ce qui est souvent décrit comme un hotliner varie d'un planeur à ailerons à des avions de compétition F5b de 7000 watts. Les caractéristiques générales d'un hotliner sont:
- Planeur avec au moins une commande d'aileron et de profondeur ;
- Moteur électrique ;
- Capacité de grimper à un angle de 70 degrés ou plus, généralement des montées verticales.

Les hotliners existent depuis le début des années 1990 et sont devenus populaires près d'une décennie plus tard.